# Empoasca tavuaensis
Empoasca tavuaensis är en insektsart som beskrevs av Rauno E. Linnavuori 1960. Empoasca tavuaensis ingår i släktet Empoasca och familjen dvärgstritar.
Artens utbredningsområde är Fiji. Inga underarter finns listade i Catalogue of Life.